# Grupa B
Grupa B (1982–1986) – grupa samochodów w WRC. Miała ona za zadanie wprowadzić do rajdów szybkie samochody, rozwijające podobne prędkości do bolidów Formuły 1, jednak została ona wycofana z powodu serii wypadków.

## Początki
Przed wprowadzeniem grupy B najszybsze auta posiadały z reguły napęd na tylną oś i silniki osiągające moc ok. 250 KM. Były one wystawiane w grupie 4, której homologacja wymuszała na koncernach wyprodukowanie co najmniej czterystu identycznych, bazowych egzemplarzy. Pod koniec lat 70. na trasach brylowały Lancie Stratos, Fiaty 131 Abarth oraz Porsche 911. W 1979 roku Międzynarodowa Federacja Samochodowa FIA (wówczas FISA) dopuściła stosowanie napędu na cztery koła. Z możliwości tej skorzystało Audi wystawiając swój sztandarowy model quattro. Samochód wygrał już podczas swojego debiutu w austriackim rajdzie Jaenner w 1981 r. W kolejnym sezonie Audi sięgnęło po tytuł mistrza świata w kategorii producentów. W 1982 r. FISA zadecydowała o wprowadzeniu grupy B.

## Rozwój

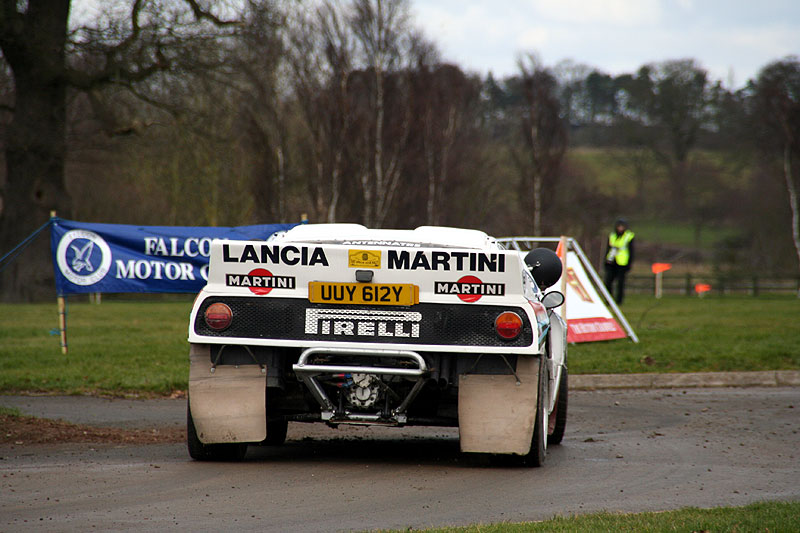
Lancia 037 Rally

Pierwszym samochodem zbudowanym z myślą o homologacji w grupie B była Lancia 037 Rally. Debiut samochodu odbył się podczas Rajdu Korsyki '82, gdzie Markku Alén zajął dziewiąte miejsce. Samochód nie dysponował napędem 4x4, charakteryzował się natomiast centralnie zamontowanym silnikiem o mocy ponad 325 KM z doładowaniem mechanicznym oraz lekką karoserią opartą na strukturze rurowej, wykonaną z kompozytów. Jej główny konkurent Audi quattro nie posiadało tych atutów; było wyposażone w słabszy silnik i cięższe nadwozie. Dzięki temu team Lancii już w pierwszy pełnym sezonie startów (1983) zdobył mistrzostwo świata w kategorii producentów. Audi już w kolejnym roku (1984) homologowało w grupie B swój nowy model – Sport quattro. Na trasach zadebiutował kolejny model – Peugeot 205 Turbo 16. Wyposażony był on w napęd na cztery koła, centralnie zamontowany 450-konny silnik oraz karoserię w większości wykonaną z kevlaru, która opierała się na tzw. ramie rurowej, ta ostatnia ułatwiała serwisowanie auta, bowiem jego tył w bardzo prosty sposób można było zdejmować. 
Istotnym dla rozwoju grupy B był sezon '85. Peugeot zaczął startować unowocześnionym 205 - 205 Turbo 16 Evolution 2; Audi wystawiło ulepszone Sport quattro - Audi Sport quattro S1, zaś Lancia zaczęła przygotowywania do zastąpienia tylnonapędowej Lancii 037 Rally Deltą S4. Do rywalizacji włączył się Ford z modelem RS200 oraz koncern Austin-Rover z Metro 6R4.
Producenci prześcigali się we wprowadzaniu technicznych nowinek. Niezwykle liberalny regulamin pozwalał by pojazdy B-grupy stawały się coraz lżejsze, a ich silniki coraz mocniejsze. Auta od 0 do 100 km/h przyspieszały już w niespełna trzy sekundy.

## Tragedia

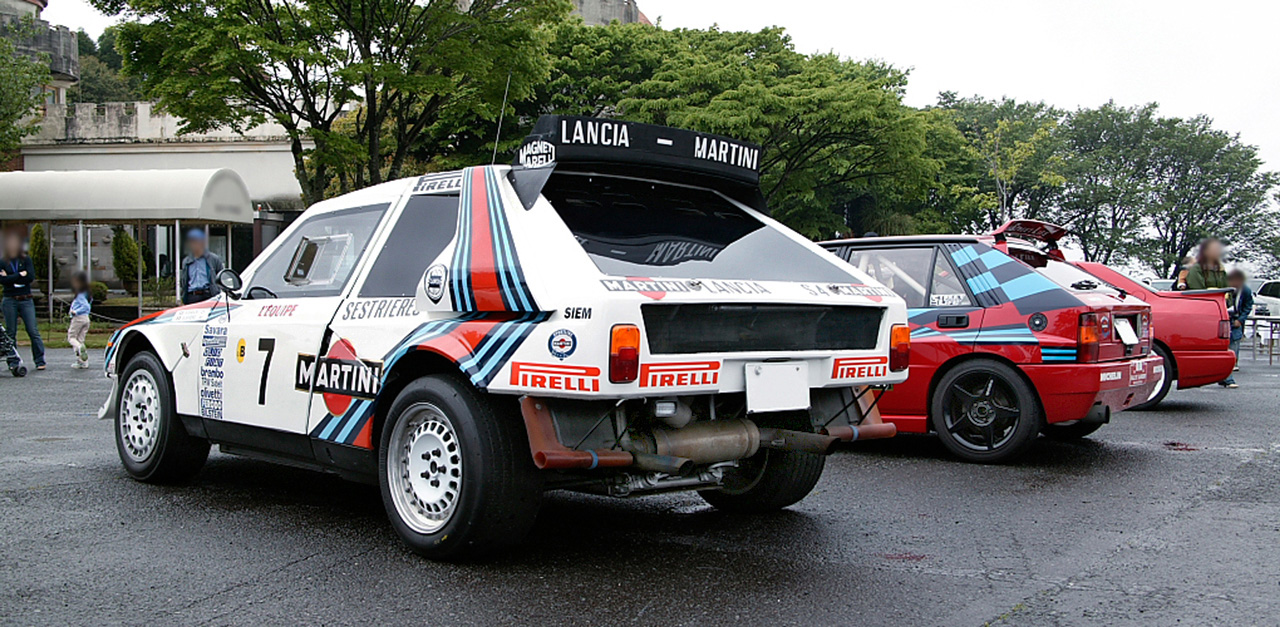
W takiej Lancii ostatnie chwile życia spędzili Toivonen i Cresto

2 maja 1986 r. do drugiego etapu Rajdu Korsyki Henri Toivonen wyruszył z pozycji lidera. Na 18 odcinku specjalnym, Corte-Ponte Leccia, jego samochód wypadł z drogi na lewym zacieśniającym się zakręcie. Rozpędzony bolid uderzył w drzewo i momentalnie stanął w płomieniach. Zarówno Toivonen jak i jego amerykański pilot Sergio Cresto zginęli na miejscu. Prezes FISA Jean-Marie Balestre wydał zakaz startów autami grupy B, który wszedł w życie z początkiem 1987 roku.

## Schyłek

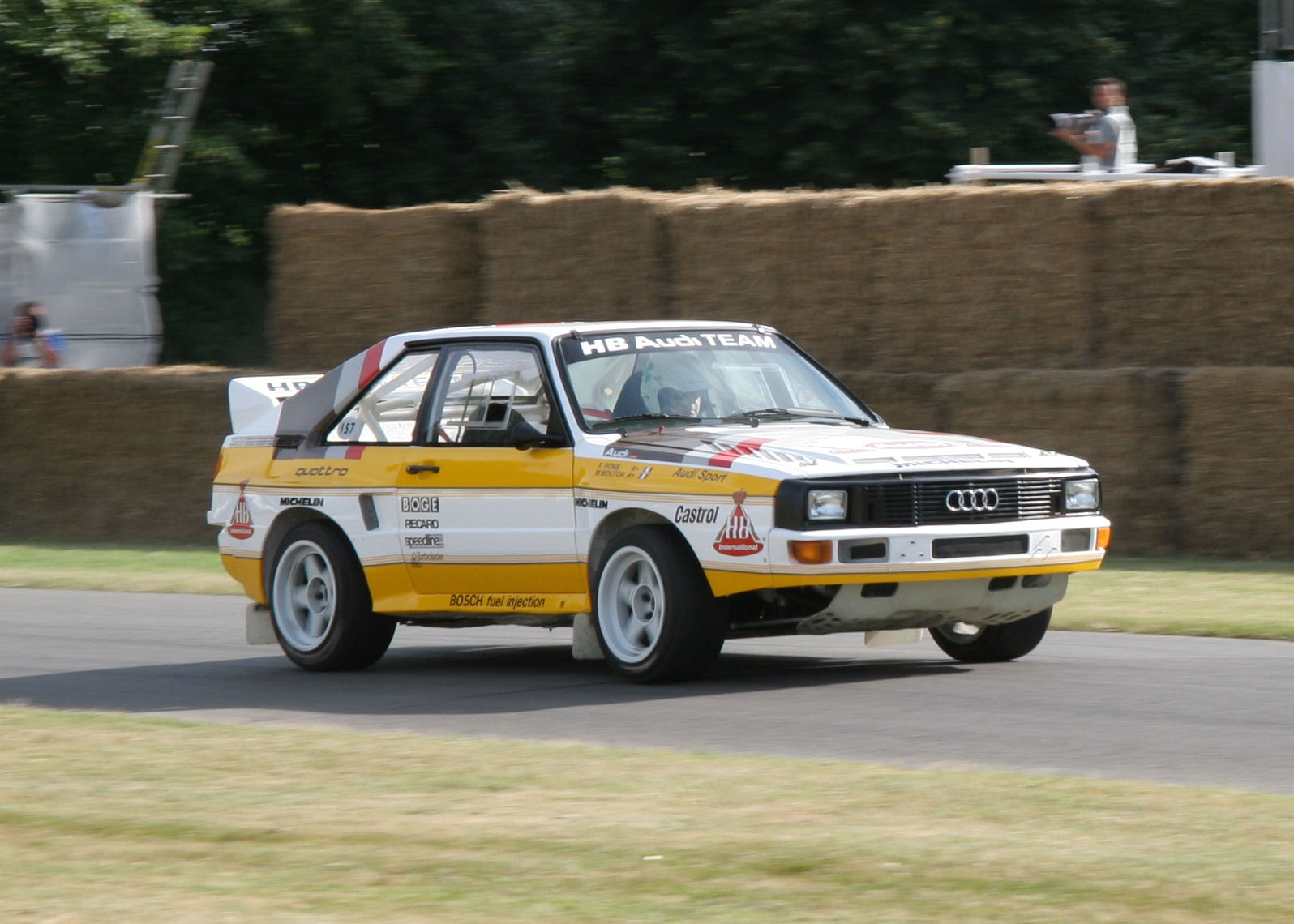
Audi Sport quattro na słynnym torze Goodwood

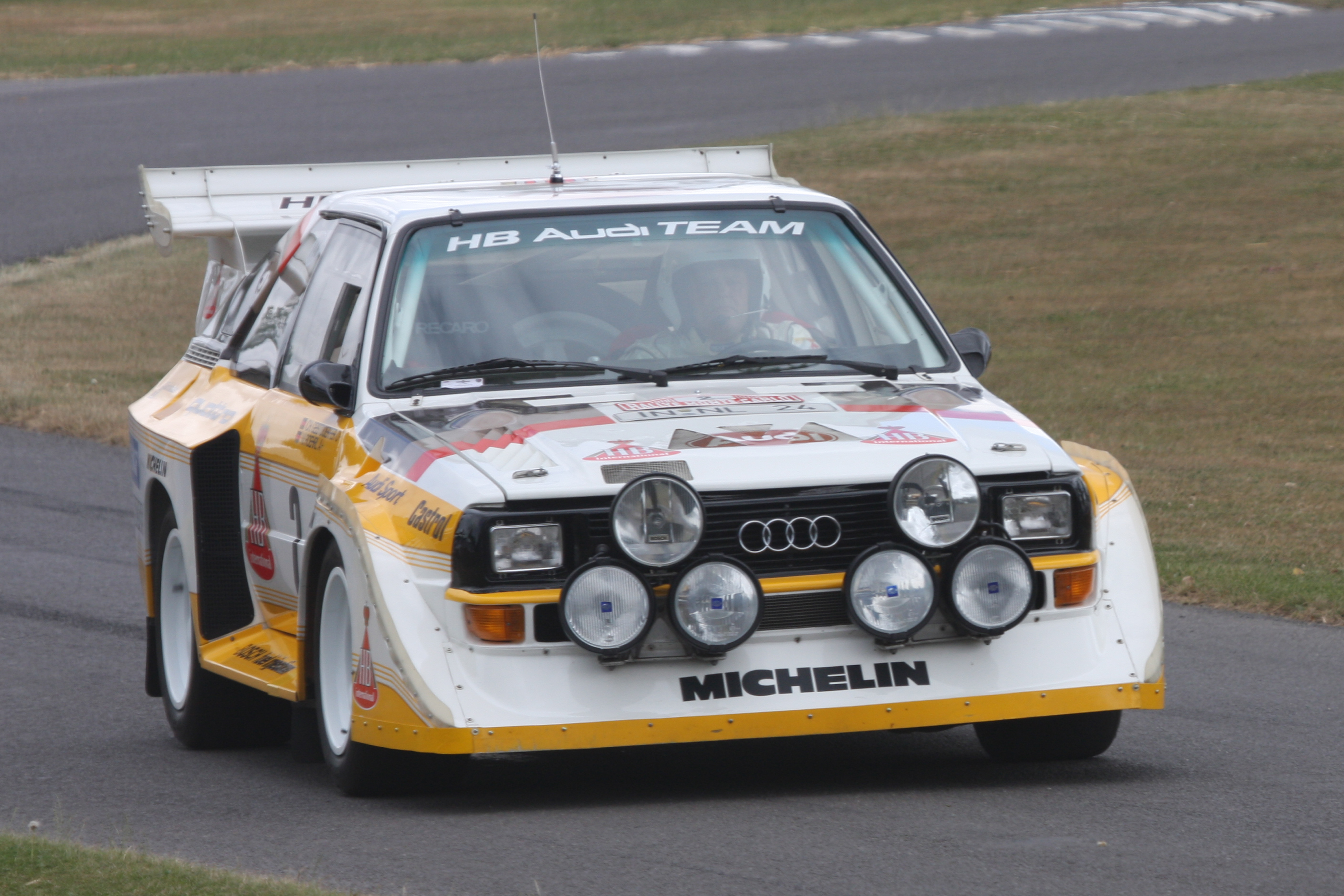
Audi Sport quattro S1 na słynnym torze Goodwood

Wyścig technologiczny sprawił, że FISA zaczęła tracić kontrolę nad rozwojem B-grupowych samochodów. Były one coraz szybsze, przez to coraz częściej dochodziło do wypadków, także śmiertelnych. Po tragedii podczas Rajdu Korsyki '85, kiedy zginął włoski kierowca Attilio Bettega, FISA zaczęła zastanawiać się nad zastąpieniem grupy B grupą S. Według wstępnych założeń w rajdach nadal mogły startować prototypy, ale moc ich silników miała być ograniczona do 300 KM. Auta S-grupowe miały więc być podobne do dzisiejszych WRC. Po tragedii w portugalskim Rajdzie Port Wine '86, kiedy to B-grupowy Ford RS200 prowadzony przez Joaquima Santosa wypadł z drogi zabijając trzech kibiców, ale przede wszystkim po śmiertelnym wypadku Toivonena i Cresto, FISA postanowiła całkowicie wycofać grupę B, jednocześnie w zarodku uśmiercając grupę S. Od tamtej pory najlepsze samochody miały się ścigać w grupie A. Cesare Fiorio, szef Lancii, mając w przygotowaniu A-grupową Deltę w pełni popierał decyzję FISA, tak samo jak Stuart Turner z Forda. W opozycji znalazł się szef Peugeota, Jean Todt, oraz John Davenport z Austin-Morrisa. Po zakończeniu sezonu '86 koncerny Audi, Peugeot oraz Austin-Morris wycofały się z mistrzostw świata.

## Samochody
Grupa B:
- Audi Sport quattro S1
- Audi Sport quattro
- Citroën BX 4TC
- Citroën Visa 1000 Pistes
- Ferrari 288 GTO Evoluzione
- Ferrari F40
- Ford RS200
- Lancia 037 Rally
- Lancia Delta S4
- MG Metro 6R4

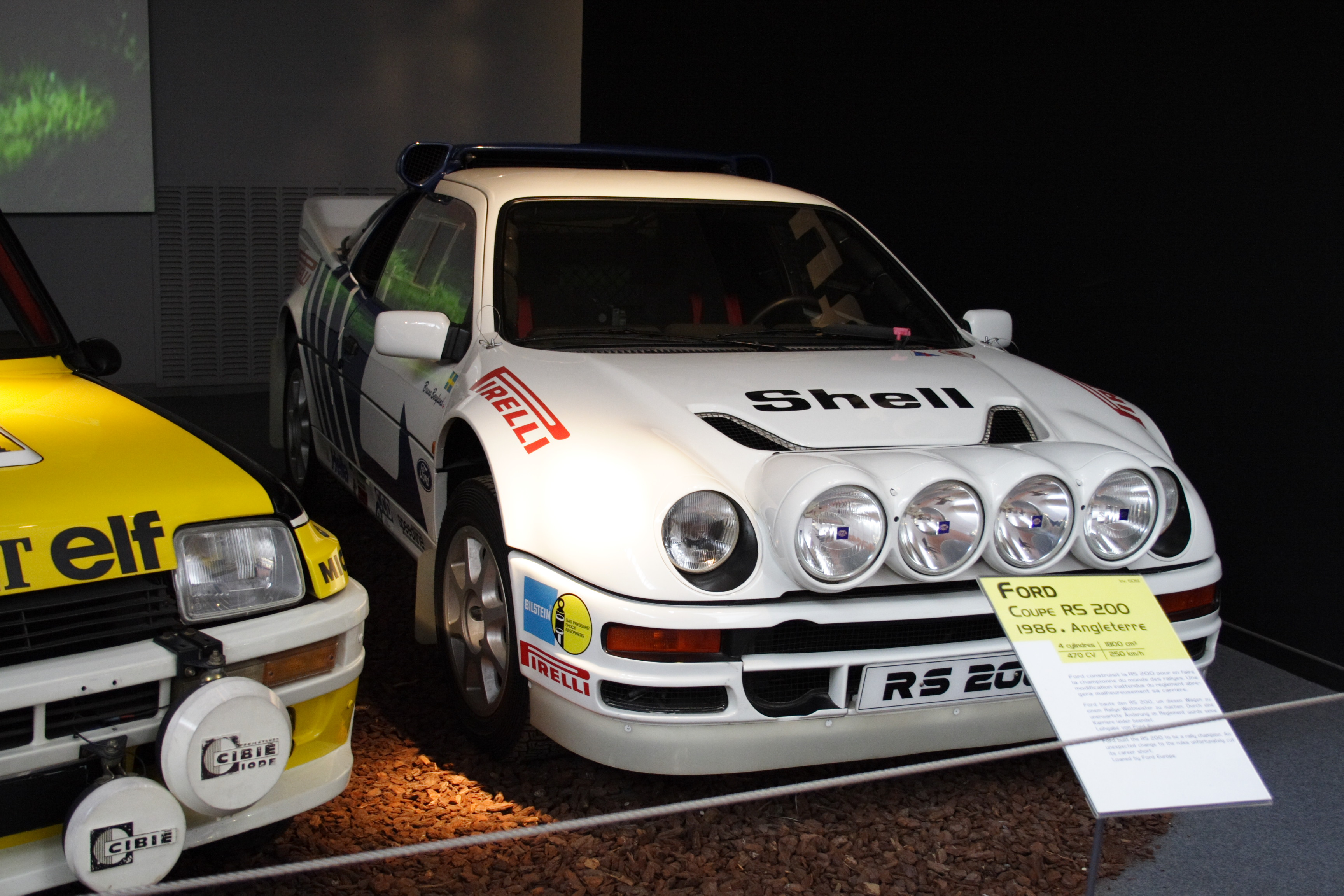
Ford RS200 w muzeum

- Mitsubishi Starion 4WD (nie homologowany w grupie B prototyp)
- Mazda RX-7 4x4
- Nissan 240RS
- Opel Manta 400
- Peugeot 205 Turbo 16
- Peugeot 205 Turbo 16 Evolution 2
- FSO Polonez 2000 Grupy B
- Porsche 959 (także wersja wyścigowa Porsche 961)
- Renault 5 Turbo
- Toyota Celica Twin-Cam Turbo
- Škoda 130LR

Grupa S:
- Audi Sport quattro RS 002
- Lancia ECV
- Toyota MR2
- Škoda 130LR Evolution

## Kierowcy
- Markku Alén
- Attilio Bettega
- Massimo Biasion
- Stig Blomqvist
- John Buffum
- Juha Kankkunen
- Hannu Mikkola
- Michèle Mouton
- Tony Pond
- Walter Röhrl
- Timo Salonen
- Henri Toivonen
- Ari Vatanen
- Malcolm Wilson
- Björn Waldegård
- Marian Bublewicz